# Terre de la Princesse-Élisabeth
Ne doit pas être confondu avec Terre de la Reine-Élisabeth.

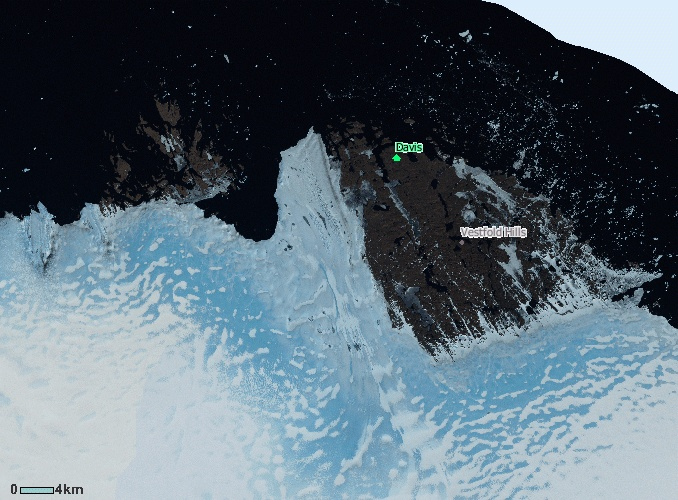
Photo de NASA Landsat.

La terre de la Princesse-Élisabeth est la région de l'Antarctique située entre les latitudes 64°56'S et 90°00'S, et les longitudes 73°35' E et 87°43'E. Découverte le 9 février 1931 par une expédition australienne et néo-zélandaise, elle porte le nom de la reine Élisabeth II, alors princesse. Le territoire se divise en deux secteurs :
- la côte d'Ingrid-Christensen, 73°35'E à 81°24'E ;
- la terre Léopold-et-Astrid, 81°24'E à 87°43'E.

Elle est limitée par la barrière d'Amery, la terre de Mac-Robertson et la terre de Wilhelm II.